# Kaneko Yuki
Yuki Kaneko (sinh ngày 29 tháng 5 năm 1982) là một cầu thủ bóng đá người Nhật Bản.

## Sự nghiệp câu lạc bộ
Yuki Kaneko đã từng chơi cho Yokohama F. Marinos và Consadole Sapporo.